# Berdeniella matthesi
Berdeniella matthesi és una espècie d'insecte dípter pertanyent a la família dels psicòdids que es troba a Europa: Txèquia, Alemanya i Àustria.